# Steinbach am Ziehberg
Steinbach am Ziehberg osztrák község Felső-Ausztria Kirchdorf an der Krems-i járásában. 2019 januárjában 841 lakosa volt. 

## Elhelyezkedése

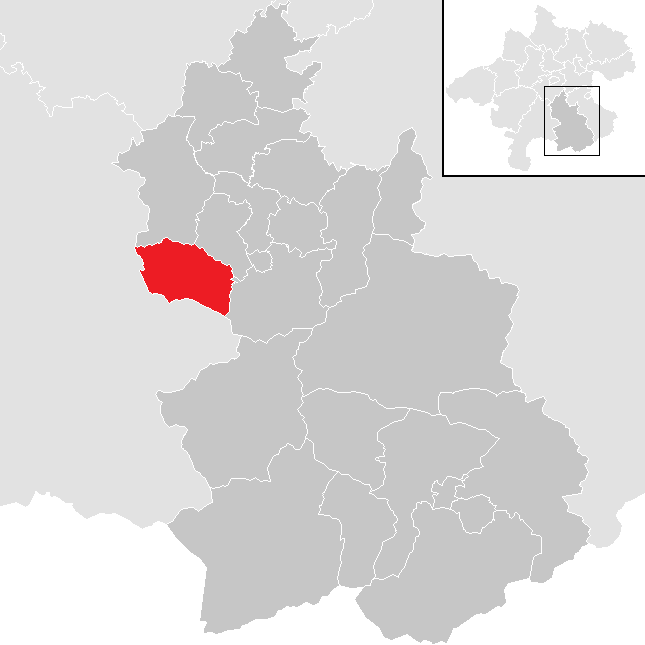
Steinbach am Ziehberg a Kirchdorf an der Krems-i járásban

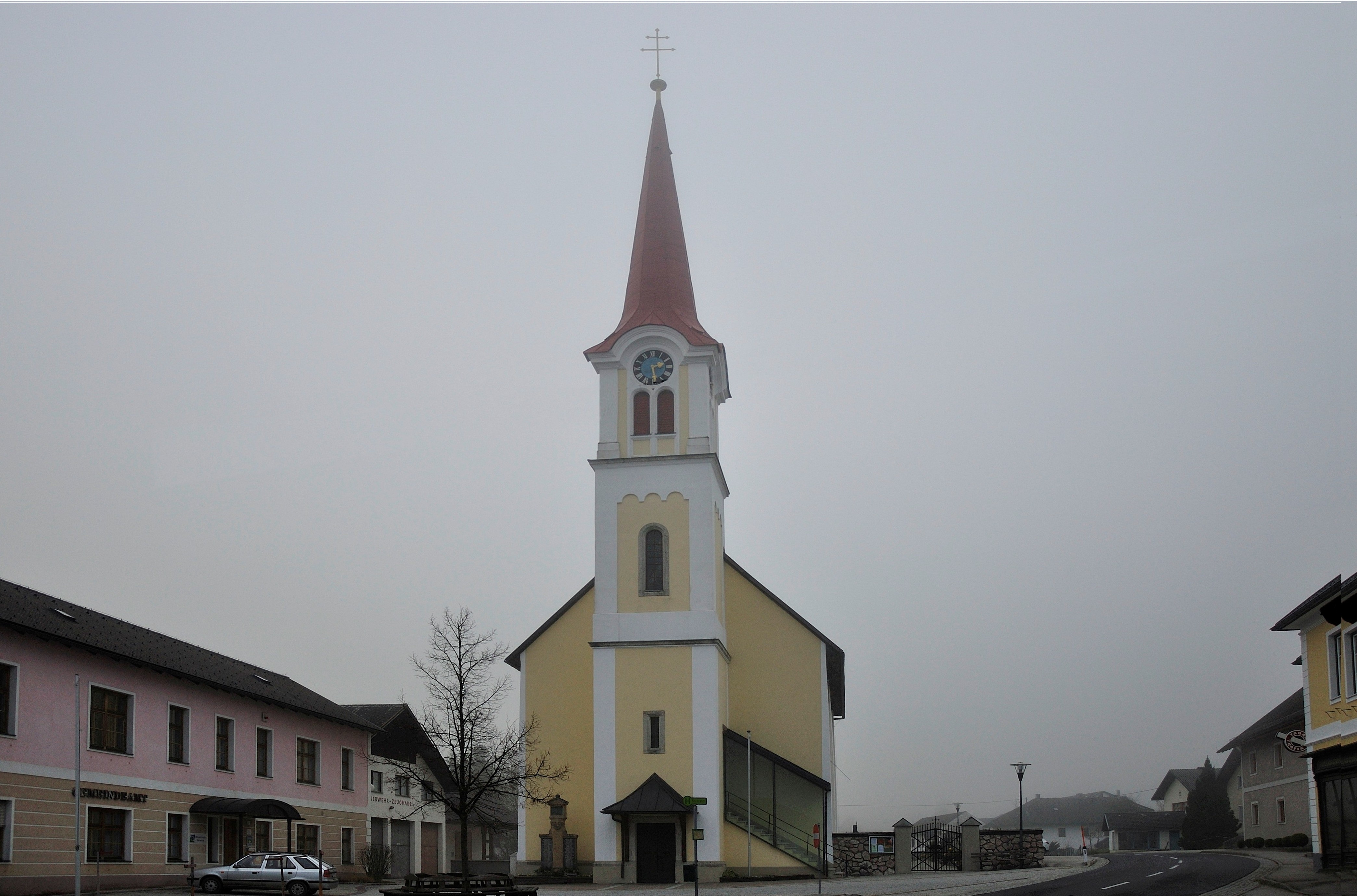
A Szt. Flórián-plébániatemplom

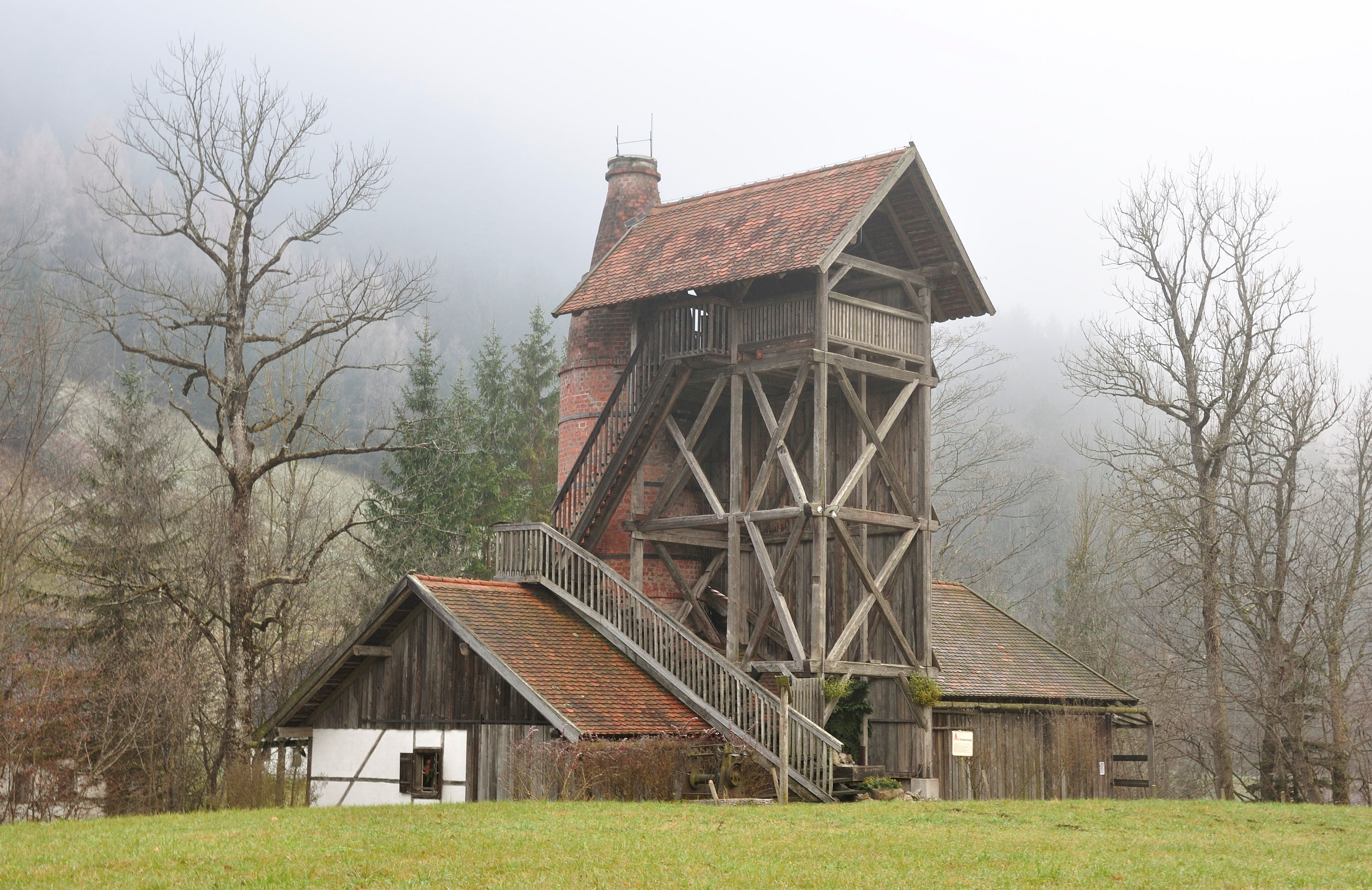
A mészégető üzem

Steinbach am Ziehberg Felső-Ausztria Traunviertel régiójában fekszik a Steinbach folyó mentén, az Almtali-flishegységben. Területének 65,2%-a erdő és 26,7% áll mezőgazdasági művelés alatt. Az önkormányzat két katasztrális községből áll: Oberdürndorf és Oberinzernsdorf. 
A környező önkormányzatok: északra Pettenbach, északkeletre Inzersdorf im Kremstal, keletre Micheldorf in Oberösterreich, délre Grünau im Almtal, nyugatra Scharnstein.

## Története
Steinbach területe eredetileg Bajorország keleti határvidékéhez tartozott, a 12. században került az Osztrák Hercegséghez. Első említése 1120-ból származik, amikor egy bizonyos Dieprant nevű nemes a garsteni apátságnak adományozta a Ziduinisberg nevű, szlávok lakta falut. 1490-ben az Ennsen túli Ausztria hercegségéhez sorolták. 1171-ben lakói kérelmezték Mária Teréziától egy templom felépítését, amely 1780-ra készült el. II. József egyházreformját követően, 1783-ban Steinbach önálló egyházközséggé vált. A napóleoni háborúk során több alkalommal megszállták. 1918-tól Felső-Ausztria tartomány része. Miután a Német Birodalom 1938-ban annektálta Ausztriát, az Oberdonaui gauba osztották be, majd a második világháború után visszakerült Felső-Ausztriához.

## Lakosság
A Steinbach am Ziehberg-i önkormányzat területén 2019 januárjában 841 fő élt. A lakosságszám 1961 óta 800-900 között mozog. 2017-ben a helybeliek 97,7%-a volt osztrák állampolgár; a külföldiek közül 1,1% a régi (2004 előtti), 0,7% az új EU-tagállamokból érkezett. 2001-ben a lakosok 95,3%-a római katolikusnak, 2,1% pedig felekezeten kívülinek vallotta magát. 
A lakosság számának változása:

| 2016 | 822 |
| 2018 | 828 |

## Látnivalók
- a Szt. Flórián-plébániatemplom
- az 1926-ban alapított mészégető üzem ipartörténeti műemlék

## Fordítás
- Ez a szócikk részben vagy egészben  a   Steinbach am Ziehberg című német Wikipédia-szócikk ezen változatának fordításán alapul.  Az eredeti cikk szerkesztőit annak laptörténete sorolja fel. Ez a jelzés csupán a megfogalmazás eredetét és a szerzői jogokat jelzi, nem szolgál a cikkben szereplő információk forrásmegjelöléseként.